# 许强 (1968年)
许强(1968年6月—)，四川南江人，九三学社社员，成都理工大学副校长，地质灾害防治与地质环境保护国家重点实验室常务副主任，从事地质灾害防治的教学与科研工作，曾担任成都理工大学环境与土木工程学院院长等职务。

## 生平
许强先后毕业于成都地质学院和成都理工学院，自1997年起在成都理工学院任教。